# 森山公夫
森山 公夫（もりやま きみお、1934年1月26日 - ）は、日本の精神医学者。東京大学精神科医師連合（精医連）のメンバーとして赤レンガ闘争に関与した。

## 略歴
長野県に生まれる。
1959年3月、東京大学医学部を卒業。東京大学医学部精神神経科講師を経る。1990年、陽和病院院長。

## 著書

### 単著
- 『統合失調症―精神分裂病を解く』筑摩書房《ちくま新書》、2002年
- 『躁と鬱』筑摩書房《筑摩選書》、2014年

### 共著
- 『異形の心的現象　統合失調症と文学の表現世界』（吉本隆明と共著）批評社、2009年